# Фейген, Дональд
До́нальд Фе́йген (англ. Donald Jay Fagen; род. 10 января 1948) — американский музыкант, композитор и поэт-песенник. Наиболее известен как сооснователь (вместе с Уолтером Бекером) и вокалист джаз-роковой группы 70-х годов Steely Dan.
После того, как в 1981 году группа Steely Dan в первый раз распалась, Фейген начал сольную карьеру. Первый сольный альбом музыканта — The Nightfly (1982) — по направлению явился продолжением работ группы Steely Dan, при этом, по мнению музыкального сайта AllMusic, превзойдя последние два её альбома в плане амбиций и результата. После этого, однако, у автора наступил творческий кризис.
Последний на сегодняшний день, четвёртый сольный альбом Фейгена — Sunken Condos — увидел свет 16 октября 2012 года.
В 1993 году Фейген и Бекер возродили Steely Dan, выпустив ряд альбомов и возобновив концертные выступления

## Дискография
- См. статью «Donald Fagen § Discography» в англ. разделе.